# Rodrigo González Rolan
Rodrigo González Rolan (Montevideo, Uruguay, 19 de agosto de 1989) es un exfutbolista uruguayo apodado "Kanú", su posición es Media Punta. También formó parte de la academia Football Cracks apadrinado por Enzo Francescoli y Zinedine Zidane. Es familiar del ídolo de la década de 1960 del Club Atlético Independiente, Tomás Rolan (tío abuelo), y primo del actual jugador Diego Rolán.

## Football Cracks
Kanú participó de la Academia Cracks quedando seleccionado entre 800 jugadores en Uruguay y también entre 30.000 jugadores de 14 países quedando entre los 11 mejores de la academia representando a su país. Partidos disputados en la academia: Atlético Madrid, Rayo Vallecano, Recreativo Huelva, entre otros.

## Montevideo Wanderers Fútbol Club
Pretendido por Daniel Carreño llega a Montevideo Wanderers Fútbol Club en la temporada 2010-2011. Su debut fue en el 2010 contra el Club Atlético de Madrid en el Trofeo Colombino, donde también participaron Real Sporting de Gijón y Real Club Recreativo de Huelva (campeón). En esa temporada logró el Campeonato Torneo Clausura 2010-2011 de reserva siendo figura de su equipo.

## Club Atlético Basáñez
Llega a Club Atlético Basáñez e inmediatamente se convierte en uno de los líderes en la ofensiva del equipo y a su vez en uno de los mejores jugadores de la divisional.

## Club Atlético Torque
En la temporada 2014 Kanú llega al Club Atlético Torque en un campeonato empezado de la mano de Juan Carlos Carrasco (hijo del exjugador y entrenador Juan Ramón Carrasco). En el día de su debut marca un gol y tiene un desempeño excelente, llevándolo a jugar los últimos 9 partidos de la temporada en el club.

## Características
Kanú es un jugador que puede actuar como media punta o volante ofensivo, y se destaca por su habilidad y potencia.